# (14832) Alechinsky
(14832) Alechinsky est un astéroïde de la ceinture principale.

## Description
(14832) Alechinsky est un astéroïde de la ceinture principale. Il fut découvert le 27 août 1987 à La Silla par Eric Walter Elst. Il présente une orbite caractérisée par un demi-grand axe de 2,29 UA, une excentricité de 0,12 et une inclinaison de 5,7° par rapport à l'écliptique.

## Compléments